# Trogloglanis pattersoni
Trogloglanis pattersoni — єдиний вид роду Trogloglanis родини Ікталурові ряду сомоподібних. Інша назва «беззубий сліпий сом». Наукова назва роду походить від грецьких слів trogle , тобто «нора» або «печера», та glanis — «сом». Вид названо на честь американського професора Д. Паттерсона з Техаського університету.

## Опис
Максимальна довжина сягає 10,4 см. Звичайна довжина становить 6,9 см. Голова порівняна масивна, велика. Череп не сильно окостенілий. Очі відсутні. Оптичний тракт присутній. Є 4 пари крихітних вусів. Тулуб кремезний. Плавальний міхур звужений. Бічна лінія уривчаста. Спинний плавець високий, з короткою основою. Жировий плавець довгий, закруглений на кінці. Грудні плавці видовжені. Черевні плавці порівняно великі, з загостреними кінчиками. Грудні та спинний плавці мають шипи. Анальний плавець широкий, з основою середньої довжини (більша за спинний і менша за жировий плавці). Хвостовий плавець усічений.
Забарвлення бліде, без особливої пігментації, лише у області черева колір кремуватий. Усі плавці синюватого кольору.

## Спосіб життя
Є демерсальною рибою. Зустрічається в артезіанських свердловинах. Тримається на глибинах від 305 до 582 м. Увесь час проводить у темряві. З огляду на відсутність зубів живиться детритом.

## Розповсюдження
Є ендеміком США. Мешкає у окрузі Беар (штат Техас).